# Helene Bernhardt
Helene Bernhardt, geb. Beling (* 14. Januar 1873 in Leobschütz, Provinz Schlesien; † nach 1908) war eine deutsche Schriftstellerin. Sie schrieb auch unter dem Pseudonym Helene Ehrhardt.

## Leben
Helene Beling war die Tochter eines Dampfmühlenbesitzers. Sie wuchs mit zwei jüngeren Brüdern im oberschlesischen Leobschütz auf. Als sie elf Jahre alt war, starb ihre Mutter. Deshalb wurde sie von ihrem Vater 1884 zu den Ursulinen in das Kloster Freiwaldau gegeben. Nachdem auch der Vater zwei Jahre später verstorben war, kam Helene zu ihrer Tante. Im September 1891 heiratete sie in Leobschütz den Arzt Dr. Bernhardt. Der Ehe, die unglücklich verlief, entstammten drei Kinder, von denen zwei kurz nach der Geburt verstarben.
Helene Bernhardt hatte 1895 begonnen, für das Neue Blatt zu schreiben. Ihre Geschichten waren erfolgreich, so dass sie, vor allem nach der Scheidung von ihrem Mann im Jahr 1904, als Schriftstellerin ihren Lebensunterhalt verdienen konnte. Sie reiste zudem viel; im Jahr 1906 ließ sie sich in Elbingerode nieder.

## Werke (Auswahl)
- Mittellose Mädchen. Roman. 1904.[1]
- Liebesopfer und andere Geschichten. Kleine Erzählungen. 1904.[2]
- Menschenleben, die lügen. Roman. 1905.[3]
- Reitertod und andere Novellen. Schlesische Druckerei-Genossenschaft, Breslau 1902.
- Der Stärkere siegt. Roman. 1907.[4]
- Sein Vermächtnis. Roman. 1907.[5]
- Auf Liebespfaden. Roman. 1908.[6]